# Egresi Béla
Egresi Béla, született Englert (Csepel, 1922. május 5. – Budapest, 1999. június 10.) válogatott magyar labdarúgó, csatár.

## Pályafutása

### Klubcsapatban
1955-től a Vörös Meteor, később az Egyetértés játékosa volt.

### A válogatottban
1943 és 1953 között 23 alkalommal szerepelt a válogatottban és 10 gólt szerzett. Háromszoros Budapest válogatott (1945–48, 1 gól), háromszoros B-válogatott (1950–53).

## Sikerei, díjai
- Magyar bajnokság
  - bajnok: 1946–47
  - 3.: 1950-ősz, 1951
- A Magyar Népköztársaság kiváló sportolója (1951)[5]
- Az Újpesti Dózsa örökös bajnoka: 1985

## Statisztika

### Mérkőzései a válogatottban
| Magyarország | Magyarország         | Magyarország                  | Magyarország  | Magyarország | Magyarország  | Magyarország | Magyarország | Magyarország |
| #            | Dátum                | Helyszín                      | Hazai         | Eredmény     | Vendég        | Kiírás       | Gólok        | Esemény      |
| ------------ | -------------------- | ----------------------------- | ------------- | ------------ | ------------- | ------------ | ------------ | ------------ |
| 1.           | 1943. szeptember 12. | Stockholm                     | Svédország    | 2 – 3        | Magyarország  | barátságos   | -            |              |
| 2.           | 1943. szeptember 15. | Helsinki                      | Finnország    | 0 – 3        | Magyarország  | barátságos   | -            |              |
| 3.           | 1943. november 7.    | Budapest, Üllői úti pálya     | Magyarország  | 2 – 7        | Svédország    | barátságos   | -            |              |
| 4.           | 1945. augusztus 19.  | Budapest, Üllői úti pálya     | Magyarország  | 2 – 0        | Ausztria      | barátságos   | -            |              |
| 5.           | 1946. október 30.    | Esch-sur-Alzette              | Luxemburg     | 2 – 7        | Magyarország  | barátságos   | -            |              |
| 6.           | 1947. május 4.       | Budapest. Üllői úti stadion   | Magyarország  | 5 – 2        | Ausztria      | barátságos   | 1            | 12'          |
| 7.           | 1947. május 11.      | Torino, Stadio Comunale       | Olaszország   | 3 – 2        | Magyarország  | barátságos   | -            |              |
| 8.           | 1947. június 29.     | Belgrád, Partizan Stadion     | Jugoszlávia   | 2 – 3        | Magyarország  | Balkán-kupa  | -            |              |
| 9.           | 1947. augusztus 17.  | Budapest, Üllői úti stadion   | Magyarország  | 9 – 0        | Bulgária      | Balkán-kupa  | -            |              |
| 10.          | 1947. augusztus 20.  | Budapest, Üllői úti stadion   | Magyarország  | 3 – 0        | Albánia       | Balkán-kupa  | 1            | 25'          |
| 11.          | 1947. szeptember 14. | Bécs, Práter stadion          | Ausztria      | 4 – 3        | Magyarország  | barátságos   | -            |              |
| 12.          | 1947. október 12.    | Bukarest                      | Románia       | 0 – 3        | Magyarország  | Balkán-kupa  | 1            | 21'          |
| 13.          | 1948. április 22.    | Budapest, Üllői úti stadion   | Magyarország  | 7 – 4        | Svájc         | Európa-kupa  | 1            | 74'          |
| 14.          | 1948. május 2.       | Bécs, Práter stadion          | Ausztria      | 3 – 2        | Magyarország  | Európa-kupa  | -            |              |
| 15.          | 1948. május 23.      | Budapest, Üllői úti stadion   | Magyarország  | 2 – 1        | Csehszlovákia | Európa-kupa  | 1            | 16'          |
| 16.          | 1948. június 6.      | Újpest, Megyeri úti stadion   | Magyarország  | 9 – 0        | Románia       | Balkán-kupa  | 3            | 43' 60' 71'  |
| 17.          | 1948. szeptember 19. | Varsó                         | Lengyelország | 2 – 6        | Magyarország  | Balkán-kupa  | -            |              |
| 18.          | 1948. október 3.     | Újpest, Megyeri úti stadion   | Magyarország  | 2 – 1        | Ausztria      | barátságos   | -            |              |
| 19.          | 1948. október 24.    | Bukarest                      | Románia       | 1 – 5        | Magyarország  | Balkán-kupa  | -            |              |
| 20.          | 1948. november 7.    | Szófia, Junak Stadion         | Bulgária      | 1 – 0        | Magyarország  | Balkán-kupa  | -            |              |
| 21.          | 1949. július 10.     | Debrecen, Nagyerdei stadion   | Magyarország  | 8 – 2        | Lengyelország | barátságos   | 1            | 20'          |
| 22.          | 1952. október 19.    | Budapest, Megyeri úti stadion | Magyarország  | 5 – 0        | Csehszlovákia | barátságos   | 1            | 14'          |
| 23.          | 1953. október 4.     | Szófia, Levszki-stadion       | Bulgária      | 1 – 1        | Magyarország  | barátságos   | -            |              |
|              | Összesen             |                               |               | 23           | mérkőzés      |              | 10           | gól          |